# Puig de les Basses (Figueres)
El Puig de les Basses és una muntanya de 136 metres que es troba al municipi de Figueres, a la comarca catalana de l'Alt Empordà. Dona nom al Centre Penitenciari Puig de les Basses.